# William Bianda
William Ludovic Brandon Bianda (Suresnes, 30 april 2000) is een Frans voetballer die in het seizoen 2021/22 door AS Roma wordt uitgeleend aan AS Nancy. Bianda is een verdediger.

## Clubcarrière

### RC Lens
Bianda genoot zijn jeugdopleiding bij Red Star FC en RC Lens. In het seizoen 2017/18 kreeg hij zijn eerste kansen in het eerste elftal van RC Lens: naast vijf competitiewedstrijden in de Ligue 2 mocht hij ook viermaal aantreden in de Coupe de France. Bianda speelde al zijn wedstrijden op een kleine twee maanden tijd en miste vervolgens de rest van het seizoen vanwege een hamstringblessure.

### AS Roma
In juni 2018 versierde Bianda een transfer naar AS Roma, dat zes miljoen euro neertelde voor de toen achttienjarige verdediger. Via allerhande bonussen kon daar nog maximaal vijf miljoen euro bijkomen. AS Roma liet de Fransman eerst twee jaar rijpen bij de jeugd, waar hij onder andere in de UEFA Youth League speelde.

### Zulte Waregem
In augustus 2020 leende AS Roma hem voor een seizoen uit aan Zulte Waregem, dat een aankoopoptie van drie miljoen euro bedong. Na een invalbeurt tegen Sporting Charleroi op de vijfde competitiespeeldag kreeg hij daar op de negende speeldag  tegen Antwerp FC zijn eerste basisplaats. De verdediger bleef vijf weken op rij in de basis staan – eerst tegen zijn voet, daarna meer op links. Een week later ontbrak hij tegen KAA Gent wegens niet helemaal fit. Drie weken later keerde hij tegen Sint-Truidense VV terug in de ploeg, maar in deze wedstrijd werd hij net na het uur van het veld gestuurd met een tweede gele kaart. Nadien kreeg hij geen enkele kans meer in het eerste elftal. De prestaties van Bianda werden te wisselvallig geacht, waardoor Zulte Waregem de aankoopoptie in het huurcontract op het einde van het seizoen niet lichtte.

### AS Nancy
Bij zijn terugkeer bij AS Roma trainde hij mee met de groep spelers waarop trainer José Mourinho niet rekende. In augustus 2021 leende de club hem een tweede keer uit, ditmaal aan de Franse tweedeklasser AS Nancy. Eerder had ook eersteklasser Montpellier HSC interesse getoond om hem te huren.
Bianda groeide bij Nancy, dat voor zijn komst met 1 op 15 aan het seizoen was begonnen en het hele seizoen onderin bleef hangen, algauw uit tot een vaste waarde achterin. Op het einde van het seizoen eindigde de club op een degradatieplaats, waardoor Nancy, dat sinds 1967 onafgebroken in de hoogste twee Franse divisies speelde, degradeerde naar de Championnat National.

## Clubstatistieken
| Seizoen         | Club            | Land               | Competitie         | Competitie | Competitie | Beker | Beker | Supercup | Supercup | Europees | Europees | Totaal | Totaal |
| Seizoen         | Club            | Land               | Competitie         | Wed.       | Dlp.       | Wed.  | Dlp.  | Wed.     | Dlp.     | Wed.     | Dlp.     | Wed.   | Dlp.   |
| --------------- | --------------- | ------------------ | ------------------ | ---------- | ---------- | ----- | ----- | -------- | -------- | -------- | -------- | ------ | ------ |
| 2017/18         | RC Lens         | Vlag van Frankrijk | Ligue 2            | 5          | 0          | 4     | 0     | —        | —        | —        | —        | 9      | 0      |
| 2018/19         | AS Roma         | Vlag van Italië    | Serie A            | 0          | 0          | 0     | 0     | —        | —        | 0        | 0        | 0      | 0      |
| 2019/20         | AS Roma         | Vlag van Italië    | Serie A            | 0          | 0          | 0     | 0     | —        | —        | 0        | 0        | 0      | 0      |
| 2020/21         | → Zulte Waregem | Vlag van België    | Jupiler Pro League | 7          | 0          | 0     | 0     | —        | —        | —        | —        | 7      | 0      |
| 2021/22         | → AS Nancy      | Vlag van Frankrijk | Ligue 2            | 24         | 1          | 2     | 0     | —        | —        | —        | —        | 26     | 1      |
| Carrière totaal | Carrière totaal | Carrière totaal    | Carrière totaal    | 36         | 1          | 6     | 0     | 0        | 0        | 0        | 0        | 42     | 1      |

Bijgewerkt op 22 april 2022.

## Interlandcarrière
Bianda speelde tussen 2016 en 2018 voor verschillende Franse jeugdcategorieën. In 2017 nam hij met Frankrijk –17 deel aan het EK onder 17 in Kroatië en het WK onder 17 in India. Op het EK speelde hij alle groepswedstrijden en de wedstrijd om de vijfde plaats (die Frankrijk won van Hongarije, en op het WK speelde hij alle groepswedstrijden en de achtste finale (die Frankrijk verloor van Spanje).